# Bačevina
Bačevina (en serbe cyrillique : Бачевина) est un village de Serbie situé dans la municipalité de Lebane, district de Jablanica. Au recensement de 2011, il comptait 131 habitants.

## Démographie
| 1948 | 1953 | 1961 | 1971 | 1981 | 1991 | 2002 | 2011 |
| ---- | ---- | ---- | ---- | ---- | ---- | ---- | ---- |
| 478  | 485  | 473  | 454  | 390  | 311  | 214  | 131  |

|  |